# San Felice in Piazza
San Felice ist ein römisch-katholisches Gotteshaus auf der Piazza San Felice, im Stadtteil Oltrarno von Florenz.

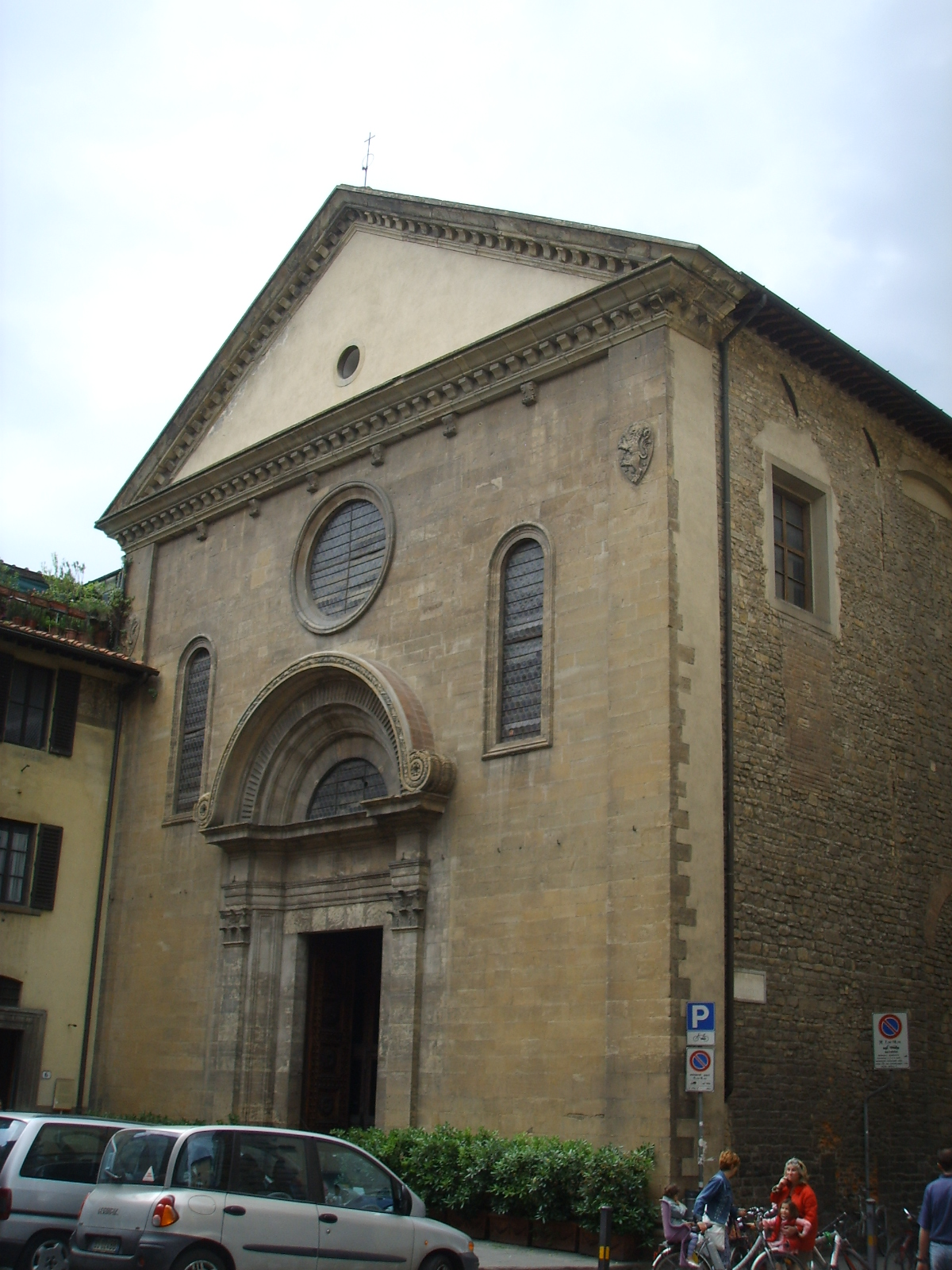
Vorderansicht

## Geschichte
Bereits 1066 urkundlich erwähnt, besitzt sie ein typisch gotisches Inneres und eine Renaissancefassade, die Michelozzo zugeschrieben wird. Im Jahr 1153 kam sie unter die Obhut der Benediktiner des Klosters San Silvestro di Nonantola, die Mitte des 14. Jahrhunderts eine Erweiterung beschlossen: Aus dieser Zeit stammen die fünf Spitzbogenfenster, die noch heute an der Außenwand der Kirche zu sehen sind. und auch das Fresko des sechsten Altars auf der linken Seite, das dem Maestro del Bargello zugeschrieben wird. Es stellt die Madonna mit Kind, die Heiligen Jacobus der Ältere, Papst Silvester und den Abt von Nonantola dar (um 1365). Die Anwesenheit des angesehenen Benediktinerabtes als Auftraggeber verleiht dem Fresko nicht nur künstlerische, sondern auch historische Bedeutung.

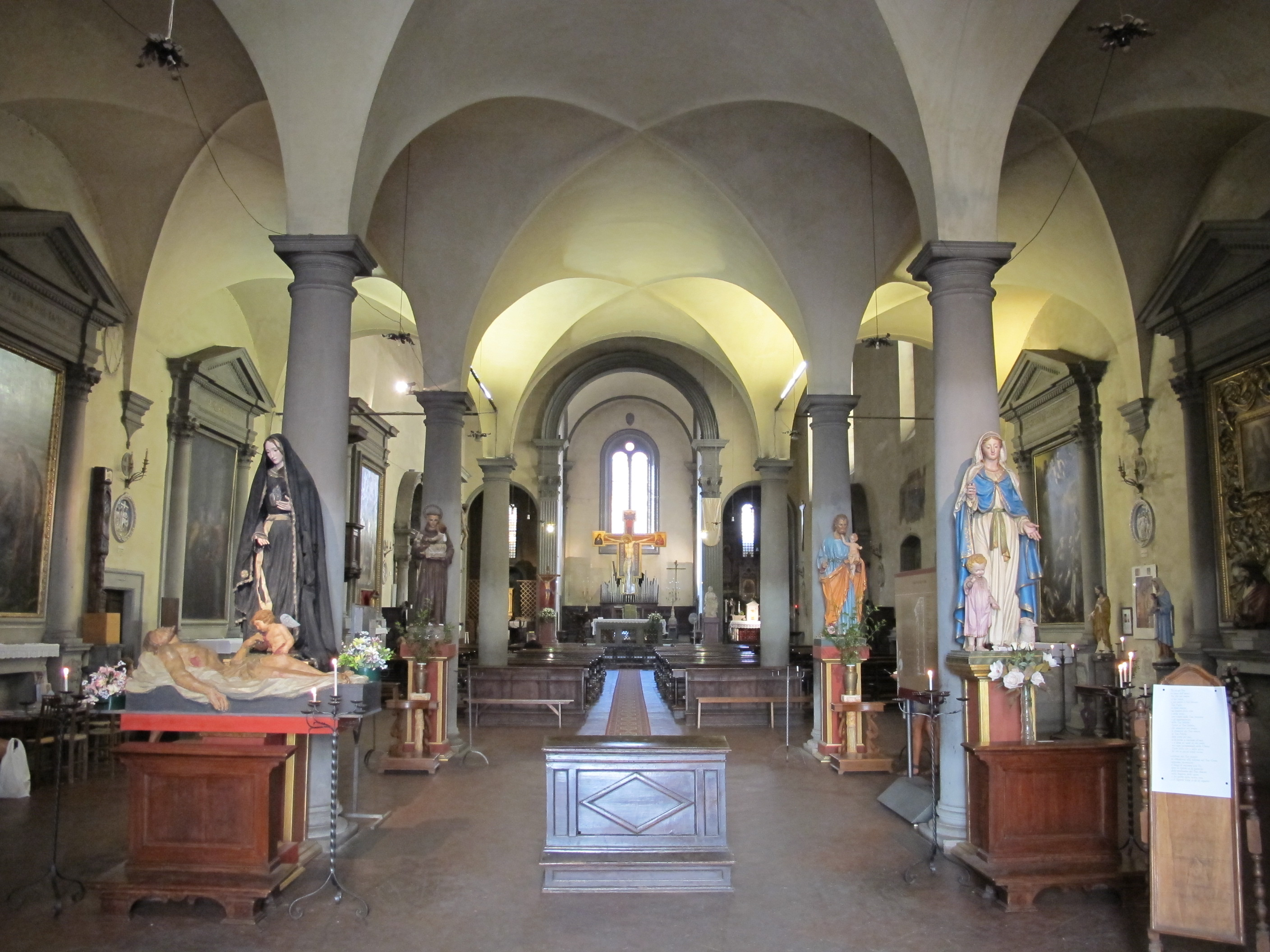
Innenansicht

Aus dieser Zeit stammt auch das Kruzifix des Hauptaltars aus der Giotto-Schule (um 1308).
Nachdem die Kirche um 1413 an die Kamaldulenser übergegangen war, wurde sie erneut restauriert, wobei die Struktur aus dem 14. Jahrhundert im Wesentlichen erhalten blieb. Bedeutender sind jedoch die Michelozzo zugeschriebenen Umbauten des 15. Jahrhunderts, bei denen zwischen 1457 und 1460 die Apsiskapellen, vor allem die mittlere mit dem großen Triumphbogen nach dem Vorbild Brunelleschis, und die Fassade neu gestaltet wurden. Das Wappen über dem Portal erinnert an den Mäzen Mariotto Lippi. Zur gleichen Zeit wurde auch das Innere der Kirche erneuert. Die Stuckarbeiten wurden neu ausgeführt und zum größten Teil dem Maler Neri di Bicci anvertraut, von dem heute nur noch das Triptychon mit den Heiligen Augustinus, Johannes der Täufer, Julian und Sigismund (1467) am sechsten Altar links erhalten ist. Die Fresken hingegen stammen von einem seiner Schüler, dem so genannten Maestro di Signa, der vielleicht mit Antonio di Maso identifiziert werden kann, von dem an der Gegenfassade ein hl. Bernhard mit Engeln, der selige Gerhard mit Hirten und die Heiligen Ivo und Ansano mit den Stiftern (1470–80) zu bewundern sind.

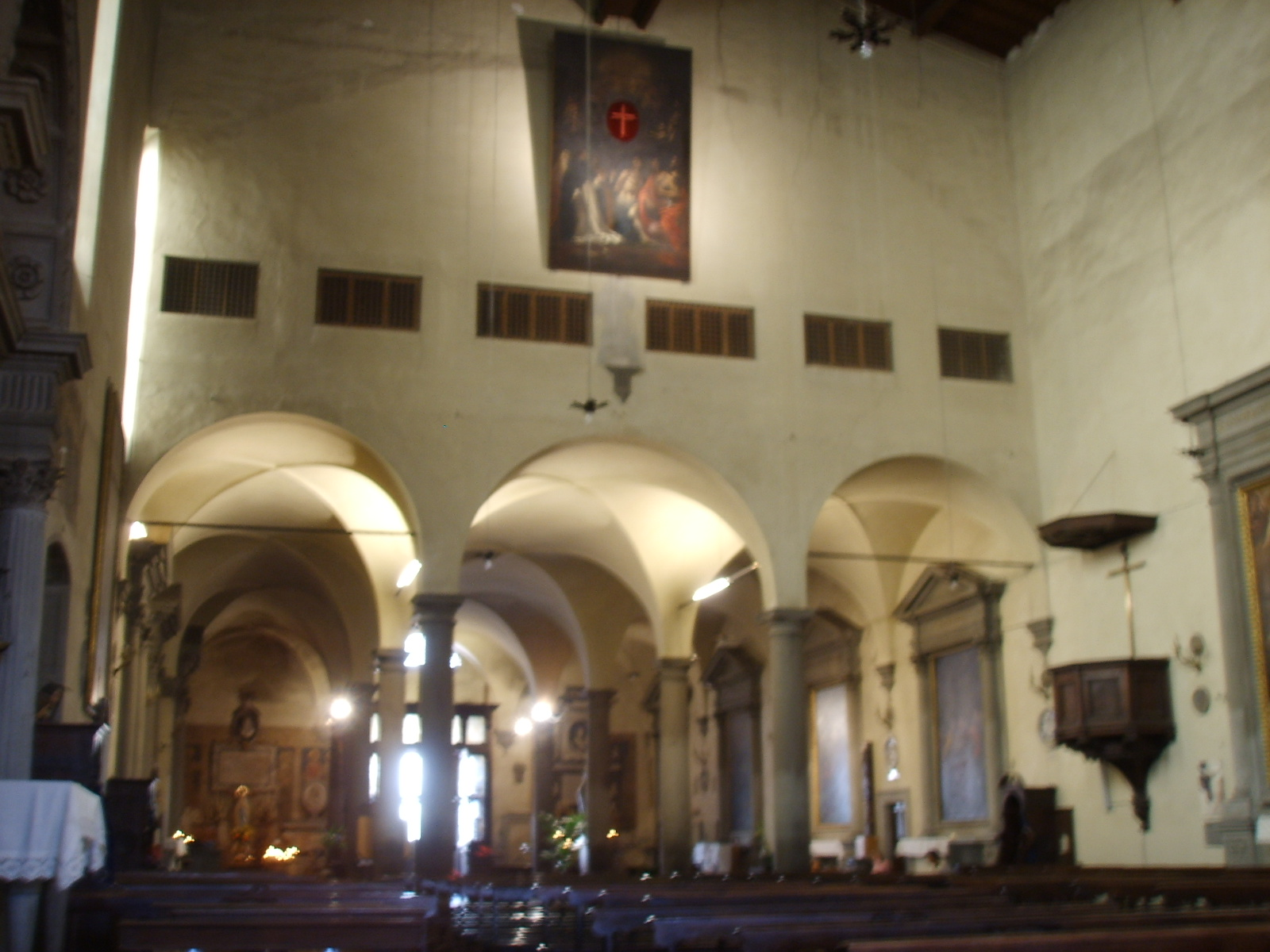
Der Nonnenchor

Im Jahr 1557 zogen die Dominikanerinnen aus dem Kloster San Pietro Martire in der Via dei Serragli, das zur Verstärkung der Befestigungsanlagen in diesem Gebiet abgerissen worden war, nach San Felice um. Um die Kirche an ihre Bedürfnisse anzupassen, wurden eine Sakristei und vor allem ein erhöhter Chor im ersten Teil der Kirche errichtet, der von acht Säulen mit Kreuzgewölbe getragen wird (1590 fertiggestellt) und der dazu diente, einen privaten, für die Gläubigen unzugänglichen Raum zu schaffen, in dem sie an der Messe teilnehmen und die Pflichten des Klosters erfüllen konnten.
Links von der Fassade befindet sich die Pforte des ehemaligen Klosters San Pier Martire, das im 18. Jahrhundert auch ein Konservatorium für arme Mädchen beherbergte und 1780 ein kostenloses Internat für die mittellosen Mädchen aus Oltrarno eröffnete, das auch nach der napoleonischen Aufhebung im Jahr 1808 weitergeführt wurde. Heute beherbergt es einen Kindergarten und Grundschulen.
Nach einem Brand im Jahr 1926 wurde die Kirche restauriert. Im Refektorium befindet sich ein großes Letztes Abendmahl von Matteo Rosselli (1614).
Während des Zweiten Weltkriegs und der deutschen Besatzung wurde die Kirche San Felice in Piazza zu einem der aktivsten Zentren des Widerstands in Oltrarno und des Schutzes der verfolgten Juden. Der damalige Pfarrer, Don Bruno Panerai, bot dem Subkomitee für die Befreiung des Oltrarno seine Gastfreundschaft und förderte zahlreiche Hilfsinitiativen für die Bevölkerung und die Vertriebenen. Ein „ausländischer Jude namens Habermann“ wurde etwa sechs Monate lang in einem Nebenraum des Pfarrarchivs versteckt, während andere Juden bei Familien der Gemeinde unterkamen und regelmäßig vom Pfarrer besucht wurden.

## Weitere Kunstwerke
- Seitenaltäre:
  - Hl. Abt Antonius, Hl. Rochus, Hl. Katharina von Alexandrien Tafelbild der Schule von Botticelli (1480) zugeschrieben, im ersten Altar links.
  -  Erscheinung der Madonna vor dem hl. Hyazinth und dem hl. Märtyrer Petrus von Empoli, signiert und datiert 1595, im fünften Altar auf der linken Seite.
  - Madonna mit Kind die Starnina (1409–13) zugeschrieben wird, in der Kapelle am Kopfende des linken Seitenschiffs.
  - Grablegung Polychrome Terrakotta, die Fra Ambrogio della Robbia (um 1510) zugeschrieben wird, im fünften Altar rechts.
  - Madonna und Heilige von Ridolfo Ghirlandaio (1520) im sechsten Altar auf der rechten Seite.
  - Madonna mit dem Gürtel und Heiligen Fresko von Bicci di Lorenzo im siebten Altar des rechten Seitenschiffs.
- In den Seitenkapellen (aus dem 17. Jahrhundert) befinden sich Gemälde von Salvator Rosa (fünfter Altar links), Jacopo Chiavistelli (zweiter Altar links), Ottavio Vannini (nach dem vierten Altar rechts), Valerio Marucelli (vierter Altar links) und ein Fresko von Giovanni da San Giovanni, das von Volterrano vollendet wurde, Der Hl. Felix rettet den Hl. Maximus im siebten Altar links.
- In der Nähe des Hauptaltars befindet sich eine Kopie der Brügger Madonna von Michelangelo.

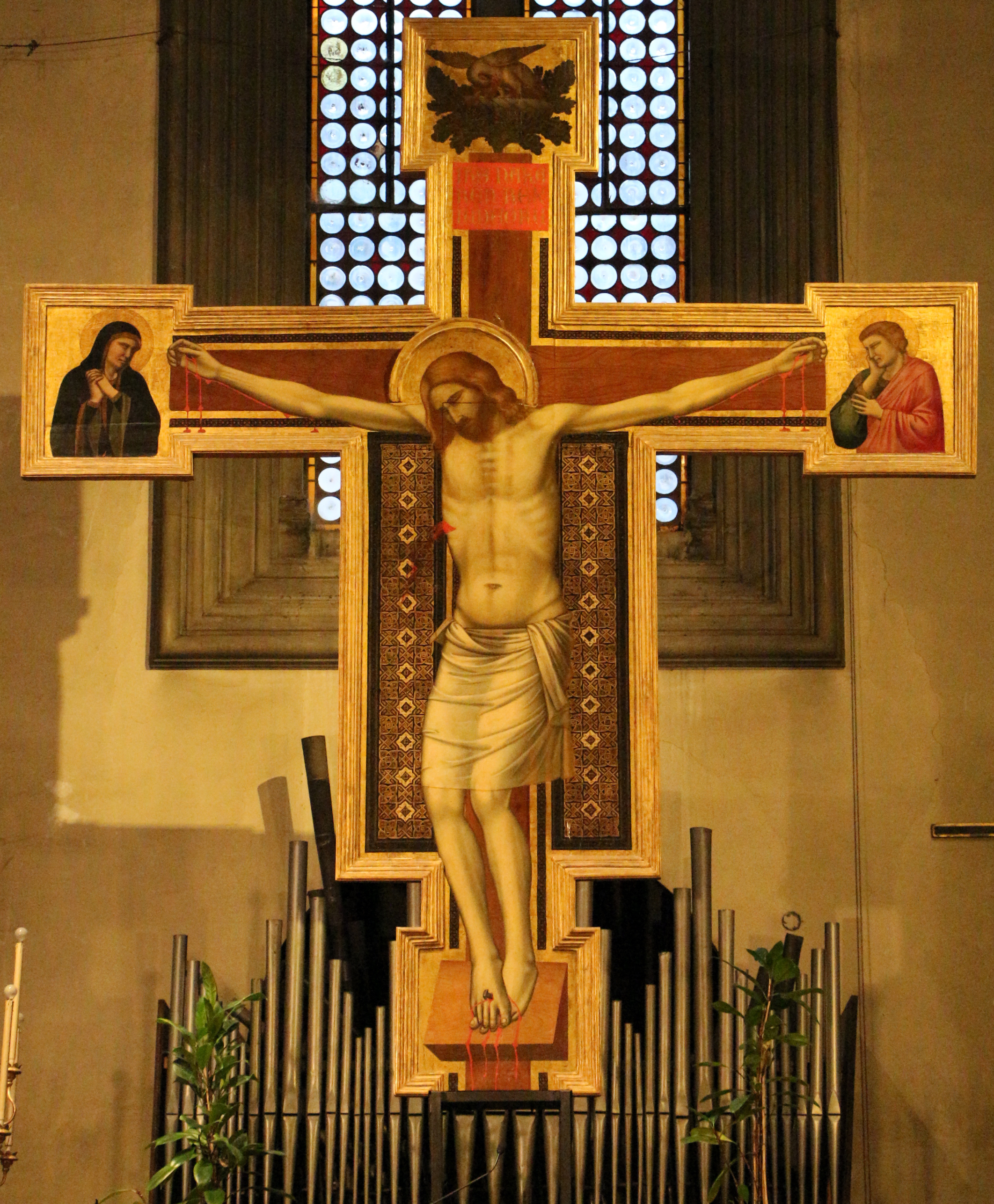
Kruzifix über dem Hauptaltar
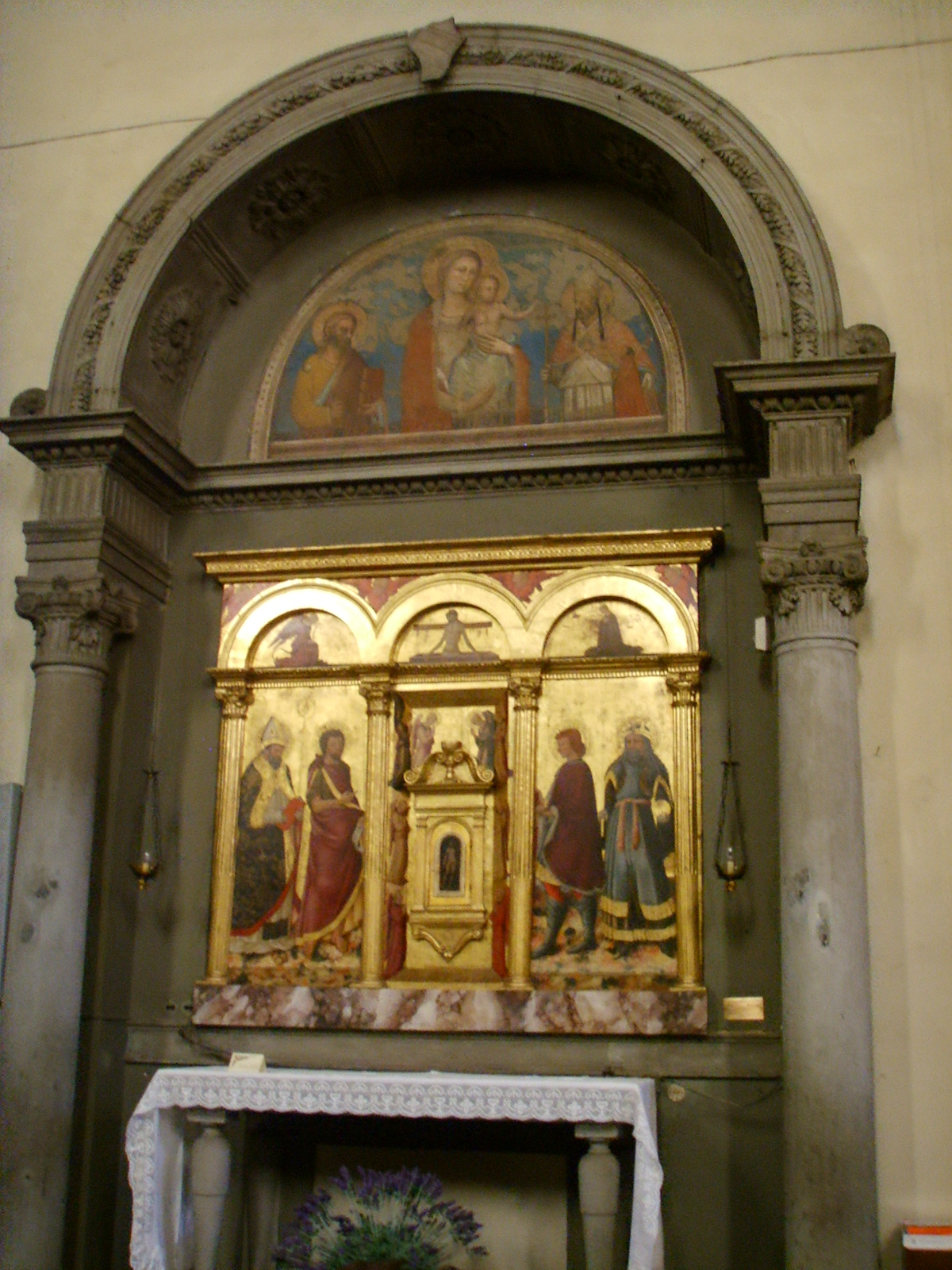
Altaraufsatz von Neri di Bicci und Lünette des Maestro del Bargello
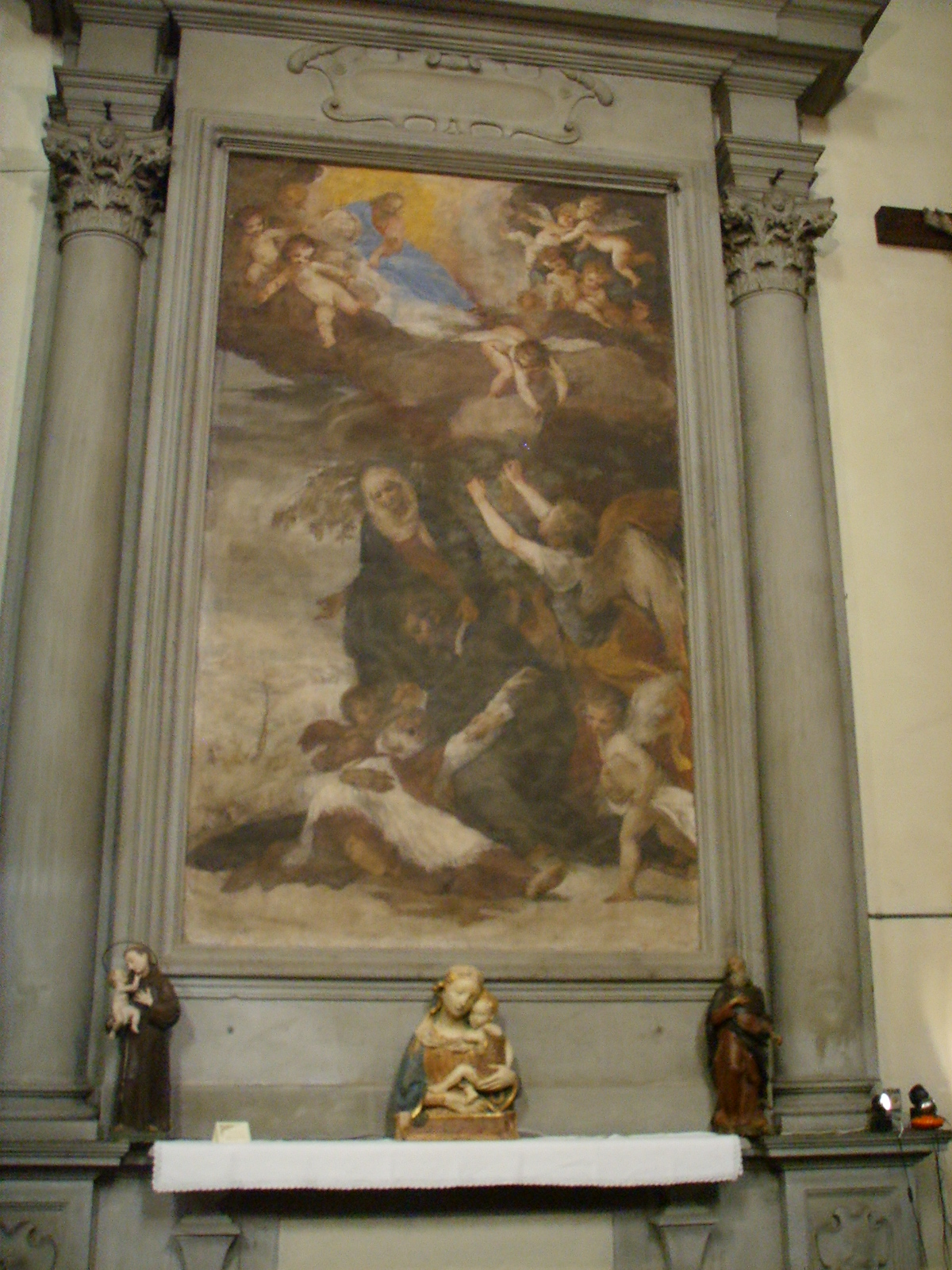
Altarbild, Fresko von Volterrano und Giovanni da San Giovanni
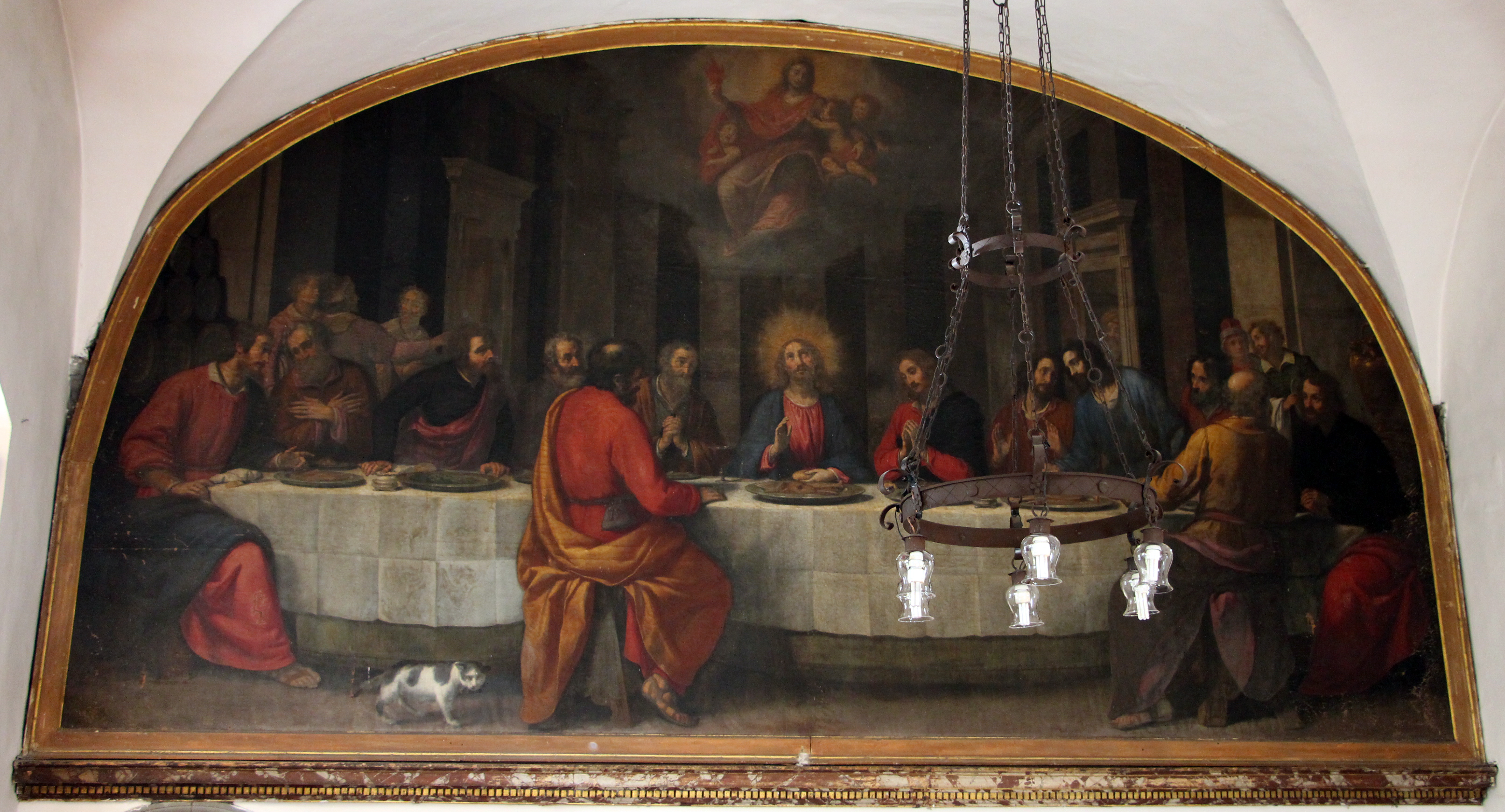
Das große Gemälde des letzten Abendmahls von Matteo Rosselli

>

## Bruderschaften
Im Laufe der Zeit versammelten sich in der Kirche und ihren Nebengebäuden verschiedene Bruderschaften. Eine der wichtigsten war die Compagnia di San Rocco.